# خانه ملت کارولینای جنوبی

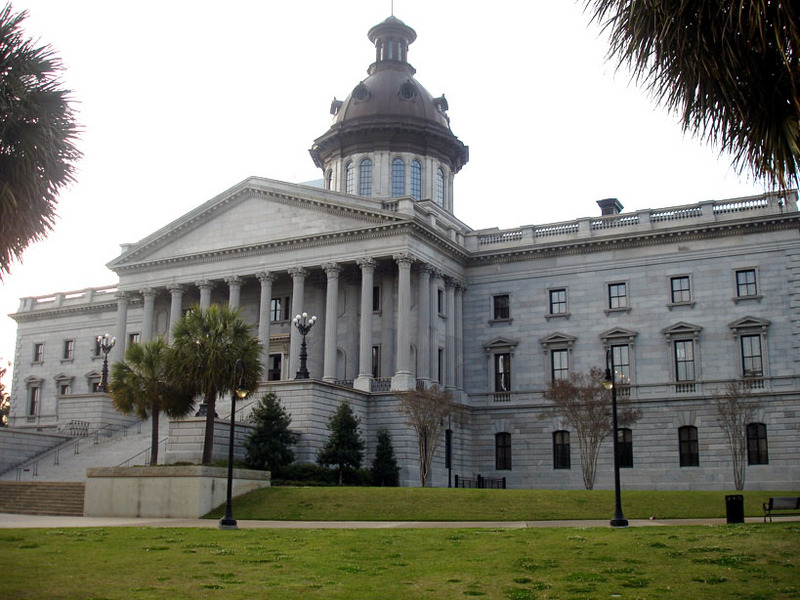

خانه ایالت کارولینای جنوبی (South Carolina State House) بنایی است که شاخه مقننه دولت ایالت کارولینای جنوبی در آن قرار دارد.
بنای کنونی در سال ۱۸۵۵ با معماری John R. Niernsee ساخته گردید و در کلمبیا، کارولینای جنوبی قرار دارد.
این بنا خانه مجلس نمایندگان و سنای ایالت است.